# Chronicle (película)
Chronicle (titulada: Poder sin límites en Hispanoamérica) es una película de ciencia ficción de 2012 dirigida por Josh Trank y escrita por Max Landis, basada en una historia creada por ambos. La película está protagonizada por Dane DeHaan, Michael B. Jordan y Alex Russell. Visualmente presentada como un metraje encontrado filmada desde la perspectiva de varios dispositivos de grabación de vídeo, principalmente de una videocámara de mano usada por Andrew (DeHaan) para documentar los eventos de su vida.
El argumento sigue a Andrew (DeHaan), su primo Matt (Russell) y su amigo de secundaria Steve (Jordan), mientras forman un gran lazo de amistad después de recibir habilidades telequinéticas de un objeto desconocido.
Ha recibido reseñas muy positivas, resaltando principalmente su guion inteligente, una dirección rápida y el elenco. Se estrenó el 1 de febrero en el Reino Unido e Irlanda y en Estados Unidos el 3 de febrero.

## Sinopsis
Andrew Detmer es un adolescente marginado acosado en la escuela y abusado por su padre alcohólico Richard, mientras que también lidia con la batalla de su amada madre Karen contra el cáncer. Su único amigo es su primo, Matt Garetty. Inspirado por Casey, la novia intermitente de Matt, Andrew compra una cámara para hacer un diario en video sobre su vida.
Matt invita a Andrew a una fiesta para ayudarlo a relacionarse, pero se va después de que su filmación provoca un altercado con otro asistente. El popular estudiante Steve Montgomery se acerca a Andrew y le pide que grabe un gran agujero que él y Matt descubrieron en el bosque. Los tres viajan por el agujero donde descubren un objeto cristalino brillante. El objeto de repente comienza a reaccionar violentamente y la cámara se corta.
Semanas más tarde, Andrew, Matt y Steve han desarrollado habilidades de telequinética, aunque sufren hemorragias nasales cuando se esfuerzan demasiado. Incapaces de volver a visitar el agujero después de que la policía lo cerró, comienzan a usar sus habilidades para gastar bromas a la gente, pero van demasiado lejos cuando Andrew empuja telequinéticamente a un automovilista grosero fuera de la carretera hacia un estanque cercano. Después de que el trío logra salvar al chico de ahogarse, Matt insiste en restringir el uso de sus poderes, particularmente contra los seres vivos.
Después de que Steve descubre que tienen habilidades de vuelo, el trío acepta volar juntos alrededor del mundo después de la graduación, con Andrew en particular deseando visitar el Tíbet. Steve anima a Andrew a usar sus poderes para un acto de magia en el concurso de talentos de la escuela, lo que asombra a sus compañeros. Andrew disfruta de su nueva popularidad en una fiesta en una casa, pero la noche termina en un desastre cuando, borracho, vomita sobre una compañera de clase con el que tenía la intención de tener relaciones sexuales, y Steve lo ofende accidentalmente mientras intenta aligerar el ambiente.
Richard se enfrenta a Andrew después de ver las imágenes de la fiesta en su cámara. Andrew usa sus poderes para repelerlo violentamente y huye de la casa, creando una tormenta en su estado agitado. Steve sale volando para consolarlo, pero a medida que Andrew se siente cada vez más frustrado, Steve es alcanzado repentinamente por un rayo y muere. Andrew niega su responsabilidad cuando Matt le pregunta en el funeral, pero luego pide perdón en privado en la tumba de Steve.
Andrew es nuevamente condenado al ostracismo en la escuela luego del incidente en la fiesta. Después de arrancar telequinéticamente los dientes de la boca de un matón, Andrew comienza a identificarse como un depredador ápice y racionaliza que no debe sentirse culpable por usar sus poderes para lastimar a los más débiles que él. Desesperado por pagar los medicamentos de su madre, Andrew se disfraza con el equipo de bombero de su padre y usa sus poderes para robar una gasolinera, provocando sin darse cuenta una explosión que lo lleva al hospital. Junto a su cama, Richard, angustiado, le informa a Andrew, aparentemente inconsciente, que Karen ha muerto después de pasar el día buscándolo. Richard reprende a Andrew por supuestamente causar la muerte de su madre y se prepara para golpearlo, pero Andrew se despierta abruptamente y vuela la pared de la habitación.
Matt experimenta una fuerte hemorragia nasal y se da cuenta de que Andrew está en problemas después de ver una alerta de noticias en la televisión sobre una misteriosa explosión en el centro. Él y Casey se dirigen al hospital para encontrar a Andrew desatando su ira en todo el centro de la ciudad, chocando contra edificios y arrojando vehículos. Matt intenta razonar con Andrew en la Space Needle, pero pronto se da cuenta de que Andrew se ha ido demasiado lejos y lo empala a regañadientes con una lanza de una estatua cercana. A pesar de sus heridas, Matt puede volar antes de que la policía pueda alcanzarlo.
Algún tiempo después, Matt aterriza en el Tíbet con la cámara de Andrew, se disculpa con lágrimas en los ojos mientras promete usar sus poderes para el bien y descubrir la verdad sobre lo que les sucedió. Apunta la cámara a un monasterio tibetano en la distancia antes de volar, dejando atrás la cámara.

## Reparto
- Dane DeHaan como Andrew Detmer. Es un adolescente de último año que siempre es acosado por sus compañeros es impopular y es golpeado por su padre el obtiene poderes cuando se expuso a una roca brillante junto con su primo Matt y su amigo Steve y el controla sus poderes y comienza a volverse muy loco y malo y también pelea con su primo en la ciudad y al final Matt lo mata.
- Alex Russell como Matt Garetty. Es el primo adoptivo de Andrew que siempre lo lleva a la escuela y obtiene poderes cuando se expuso a una roca brillante de que se pelea con Andrew y lo mata.
- Michael B. Jordan como Steve Montgomery. Es el popular de la escuela y muy buena persona se convierte en el mejor amigo de Andrew y además tiene problemas con sus padres. Obtiene poderes cuando toca una roca brillante y junto con Andrew y Matt aprenden a controlar sus poderes pero cuando busca a Andrew en el cielo ve que está muy enojado y Andrew lo mata accidentalmente.
- Anna Wood como Mónica. La novia de Andrew.
- Michael Kelly como Richard Detmer. El padre de Andrew.
- Bo Petersen como Karen Detmer. La madre de Andrew.
- Rudi Malcolm como Wayne. El acosador escolar.
- Luke Tyler como Sean. Otro acosador escolar.

## Producción
Chronicle fue coescrita por el escritor de Terror en estado puro Max Landis y el veterano de The Kill Point Josh Trank.
Por motivos presupuestarios, Chronicle fue principalmente filmada en Ciudad del Cabo, Sudáfrica, con Film Afrika Worldwide, así como en Vancouver, Canadá. La filmación empezó en mayo de 2011 y prosiguió durante dieciocho semanas, terminando en agosto de 2011. El director de fotografía Matthew Jensen usó una cámara Arri Alexa para grabar la película, un Angeniux Optimo y lentes de Cook s4. Se usaron técnicas de postproducción para entregar un aspecto de metraje encontrado a la película. También se usó una plataforma de cables de cámaras para una toma donde el personaje Andrew levita su cámara a 36,57 metros en el aire.
La cámara Arri Alexa fue montada en una tabla de patinar para simular que la cámara de Andrew se desliza por el piso. Un doble fue suspendido con cables de grúa para las escenas de vuelo, usando una pantalla verde para hacer primeros planos de los actores. La cámara utilizada por Andrew en la película fue una Canon XL1 MiniDV y luego se cambió a una cámara HD que se parece a una Canon Vixia HF M30. Su cuarto de "Seattle" en realidad era un plató construido en un estudio de filmación en la Ciudad de Cabo. Como en Sudáfrica los coches tienen el volante a la derecha, los vehículos de estilo estadounidense con el volante a la izquierda (como en la localización de la película, Seattle) tuvieron que ser proporcionados por producción. Las tomas diarias de DVD eran vistas por director y el director de fotografía a través de un firme entada HD Hub en la Ciudad de Cabo.

## Recepción

### Respuesta crítica
Chronicle ha recibido reseñas generalmente positivas. Rotten Tomatoes reportó que el 85% de los críticos entregaron a la película una reseña positiva basada en 180 reseñas, con un promedio de 7.1/10, haciendo la película un «Certified Fresh» en el sistema de índice de audiencia del sitio web. El consenso aclara: «Llegando durante una superabundancia de películas found footage, pero Chronicle trasciende su truco con un guion inteligente, una dirección rápida y deslumbrantes interpretaciones de un elenco joven y talentoso». En Metacritic, que asigna un puntaje calificado sobre 100 reseñas de críticos de la corriente principal, la película recibió un promedio de 69, basado en 31 reseñas, que indica «reseñas generalmente favorables». El crítico fílmico Roger Ebert le dio una reseña positiva, diciendo: «Desde su sencilla y ordinaria entrada, Chronicle de Josh Trank crece en un entretenimiento cinematográfica nada común que involucra elementos de una historia de superhéroes, fantasía de ciencia ficción y un drama sobre un perturbado adolescente», entregando a la película 3.5 estrellas sobre 4. El crítico de Empire, Mark Dinning dio a la película 4 estrellas sobre cinco, diciendo que Chronicle fue «una sorprendente película sci-fi de superhéroes que ha aparecido de la nada para reclamar su inmediata atención».
Negativamente, Andrew Schenker de Slant Magazine le dio 2 estrellas sobre 4, diciendo que la película «ofrece poco más que un juego cansino y moralista sobre los peligros del poder, recalentado con ideas anticuadas sobre el narcisismo del impulso de los documentales».

### Taquilla
A partir del 14 de febrero de 2012, la película ha conseguido 39 959 856 dólares en Estados Unidos y Canadá y 23 100 000 dólares en otros territorios, para un total de 63 059 856 dólares a nivel mundial.
Chronicle abrió en 2907 cines en los Estados Unidos. Los indicadores de taquillas indicaban que la película obtendría 15 millones de dólares en su semana de apertura, la semana del Super Bowl, mientras Fox proyectó a recibir alrededor de 8 millones de dólares. Sin embargo, en su primer día obtuvo un estimado 8,65 millones, y finalizó la semana con $22 millones sobrepasando La dama de negro ($21 millones) y The Grey ($9,5 millones). Próximo a un presupuesto de producción de 12 millones, fue un inesperado éxito financiero como película convirtiéndose el debut más grande del Super Bowl. Chronicle también fue el número 1 internacionalmente, abriendo en 33 países extranjeros como Australia, China y Reino Unido donde ganó más de 3,5 millones de dólares.

## Secuela
Fox contrató a Max Landis para escribir una secuela, según Deadline. No está claro si Josh Trank retornará para la segunda entrega. The Hollywood Reporter entregó una breve nota en su edición del 23 de marzo de 2012, afirmando que una secuela estuvo en desarrollo.